# Хиди-Хуторское сельское поселение
Хиди-Хуторское се́льское поселе́ние — муниципальное образование в Курчалоевском районе Чечни Российской Федерации.
Административный центр — село Хиди-Хутор.

## История
Статус и границы сельского поселения установлены Законом Чеченской Республики от 20 февраля 2009 года № 13-РЗ «Об образовании муниципального образования Курчалоевский район и муниципальных образований, входящих в его состав, установлении их границ и наделении их соответствующим статусом муниципального района и сельского поселения».

## Население
| 2010  | 2012  | 2013  | 2014  | 2015  | 2016  | 2017  |
| ----- | ----- | ----- | ----- | ----- | ----- | ----- |
| 1506  | ↗1558 | ↗1656 | ↗1666 | ↗1674 | ↘1649 | ↗1660 |
| 2018  | 2019  | 2020  | 2021  | 2023  | 2024  |       |
| ↗1681 | ↗1702 | ↗1726 | ↘1456 | ↗1495 | ↗1566 |       |

## Состав сельского поселения
| № | Населённый пункт | Тип населённого пункта | Население |
| - | ---------------- | ---------------------- | --------- |
| 1 | Корен-Беной      | село                   | ↗413      |
| 2 | Хиди-Хутор       | село                   | ↗1495     |